# Contea di Tucker
La contea di Tucker (in inglese Tucker County) è una contea dello Stato della Virginia Occidentale, negli Stati Uniti. La popolazione al censimento del 2000 era di 7 321 abitanti. Il capoluogo di contea è Parsons.